# Physikalische Therapie
Die physikalische Therapie fasst medizinische Behandlungsformen zusammen, die natürliche Reaktionen auf äußere Reizsetzungen nutzen (griechisch φύσις physis, Natur). Die dazugehörigen Therapieformen werden auch von der Physiotherapie genutzt.
Wirkung und Wirksamkeit der physikalischen Therapie lassen sich mit dem Reiz-Reaktions-Prinzip, den physiologischen Reaktionen des Körpers auf äußere Reize, erklären. Dabei werden folgende Reaktionsformen auf die Reizesetzung unterschieden:
- direkte Wirkung (z. B. Hautrötung)
- Gegenregulation/Adaptation (z. B. Verminderung der Schmerz- oder Hörempfindlichkeit)
- langfristige Anpassung/Konditionierung (z. B. Kräftigung der Muskulatur)

Die Behandlungsformen der physikalischen Therapie werden häufig in aktive und passive Therapien gegliedert. Bei den passiven Maßnahmen entwickelt der Patient keine eigene Handlungs- bzw. Bewegungsaktivität. Allerdings reagiert der Körper auf passive Maßnahmen im Sinne des Reiz-Reaktions-Prinzips; dabei treten Veränderungen z. B. der Durchblutung oder des Blutdrucks auf. Daher ist die Unterscheidung aktiver und passiver Therapieformen in der physikalischen Therapie nicht sinnvoll.

## Behandlungsformen
- Krankengymnastik bzw. Physiotherapie
- Extensionstherapie (z. B. mit Schlingentisch)
- Ergotherapie
- Sporttherapie[2]
- Medizinische Trainingstherapie
- Thermotherapie (Wärmetherapie, Kältetherapie)
- Massage
- Hydrotherapie
- Balneotherapie
- Elektrotherapie
- Ultraschalltherapie
- Phototherapie/PUVA
- Lagerungsdrainage

## Anwendung und Durchführung
Hauptindikation für die physikalische Therapie sind Schmerzen und Funktionseinschränkungen im Bereich des Bewegungssystems sowie einige Hautkrankheiten. Insbesondere in der Orthopädie und Unfallchirurgie sowie in der Rheumatologie werden häufig Behandlungsmaßnahmen der Physikalischen Therapie eingesetzt.
In der Regel werden die Therapiemaßnahmen nach ärztlicher Anordnung von Angehörigen der jeweiligen Gesundheitsfachberufe durchgeführt.
Die Behandlung kann in Form von Einzeltherapien oder als Komplextherapie verordnet und durchgeführt werden. Bei der Komplextherapie werden verschiedene Formen der Physikalischen Therapie kombiniert. Im Fallpauschalensystem (Diagnosis Related Groups, DRG) werden in Kapitel 8 des Operationen- und Prozedurenschlüssels (OPS) entsprechende „nichtoperative therapeutische Maßnahmen“ definiert.

## Berufliche Qualifikationen
Die Physikalische Therapie ist Ausbildungs- und Tätigkeitsbestandteil mehrerer Berufsgruppen. Zu ihnen gehören in Deutschland unter anderem
- Physiotherapeuten
- Ärztinnen und Ärzte mit folgender Qualifikation:
  - Fachärzte für Physikalische und Rehabilitative Medizin
  - Fachärzte mit der Zusatzbezeichnung Physikalische Therapie